# Тольтен
Тольтен (ісп. Toltén) — селище в Чилі. Адміністративний центр однойменної комуни. Населення — 2701 осіб (2002). Селище і комуна входить до складу провінції Каутин і регіону Арауканія.
Територія комуни — 860,4 км². Чисельність населення - 10 748 осіб (2007). Щільність населення - 12,49 чол./км².

## Розташування
Селище розташоване на березі однойменної річки за 76 км на південний захід від адміністративного центру області міста Темуко. Спочатку селище розташовувалося поблизу гирла річки на березі Тихого океану, але було знищено землетрус і цунамі під час Великого Чилійського землетрусу, після цього було перенесений вгору за течією річки Тольтен.
Комуна межує:
- на півночі - з комуною Теодоро-Шмідт
- на сході — з комунами Пітруфкен, Горбеа
- на півдні - з комуною Марикіна
- на північному заході - з комуною Теодоро-Шмідт

На заході комуни розташований Тихий океан.

## Демографія
Згідно з даними, зібраними під час перепису Національним інститутом статистики, населення комуни становить 10 748 осіб, з яких 5564 чоловіки та 5184 жінки.
Населення комуни становить 1,15% від загальної чисельності населення регіону Арауканія. 50,66% відноситься до сільського населення і 49,34% - міського.